# La Voivre (Haute-Saône)
Pour les articles homonymes, voir La Voivre.
La Voivre est une commune française située dans le département de la Haute-Saône, la région culturelle et historique de Franche-Comté et la région administrative Bourgogne-Franche-Comté.

## Géographie
La Voivre est située à 3 km au sud-ouest de la commune de Faucogney-et-la-Mer.
Une quinzaine de hameaux et lieudits composent la commune, les principaux sont : Breuche, Annegray (où est située la mairie), Les Vigenas, Chambevaux, etc.

### Hydrologie
Le territoire communal est traversé par le Breuchin qui prend sa source 17 km environ en amont, au lieu-dit Les Cent Sous, à Beulotte-Saint-Laurent.
De nombreux étangs (une trentaine environ) parcourent le paysage  au sud du ban communal. L'étang de la Plate Pierre est le plus vaste de la commune (plus de 10 ha). Nous sommes ici en bordure du Pays des Mille Étangs.

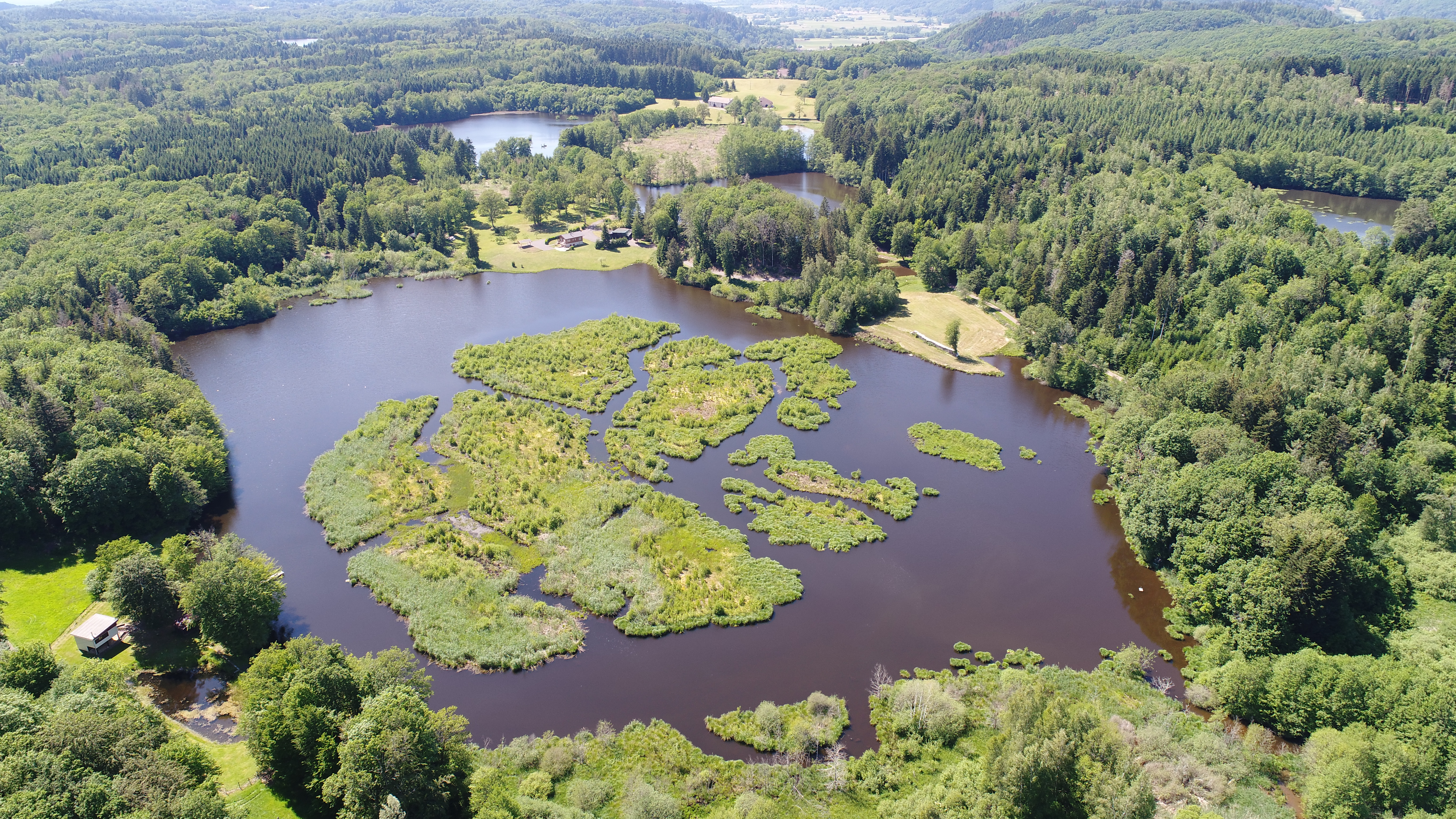
L'étang des Grands Prés.
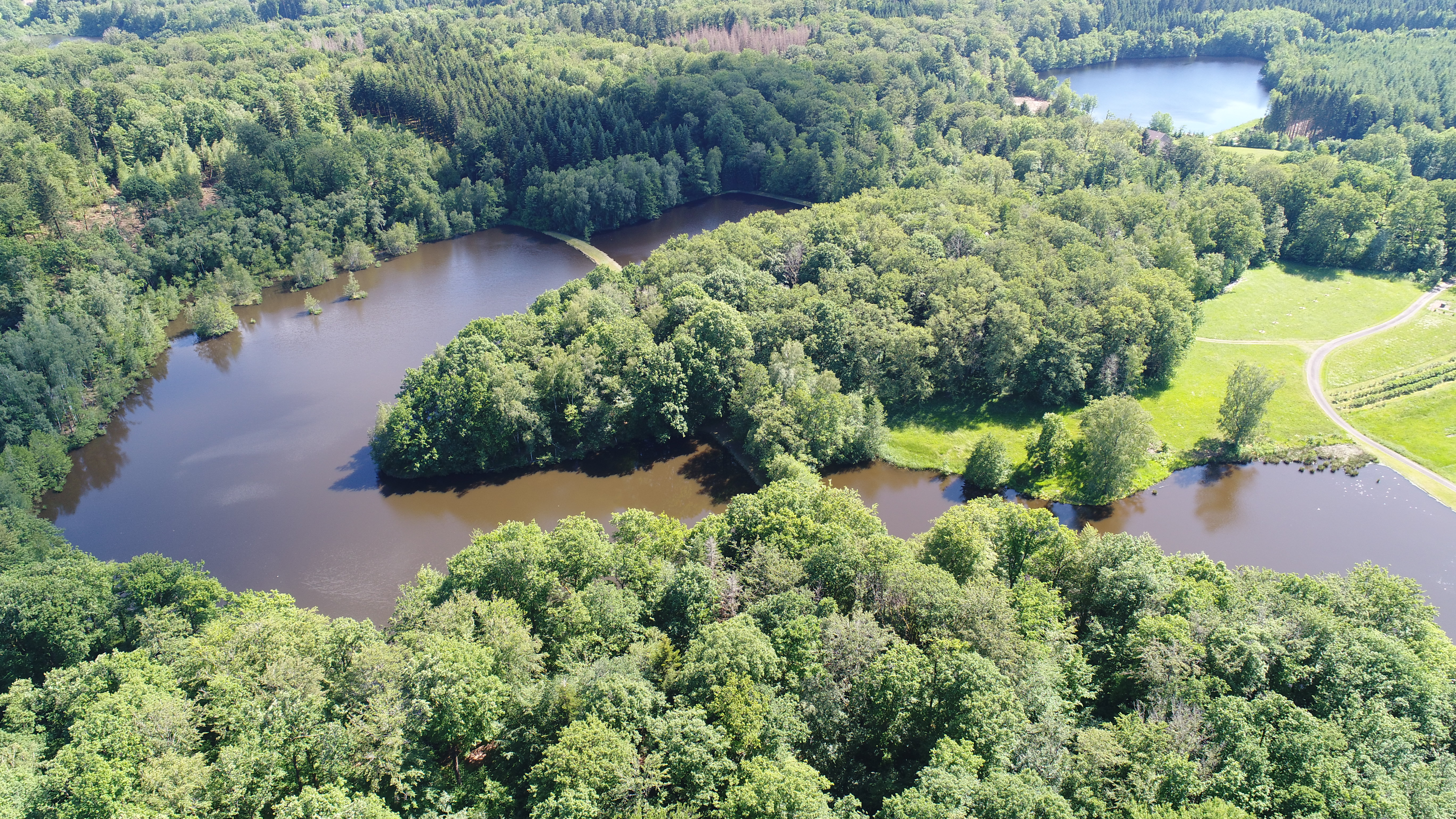
L'étang de Platte Pierre.
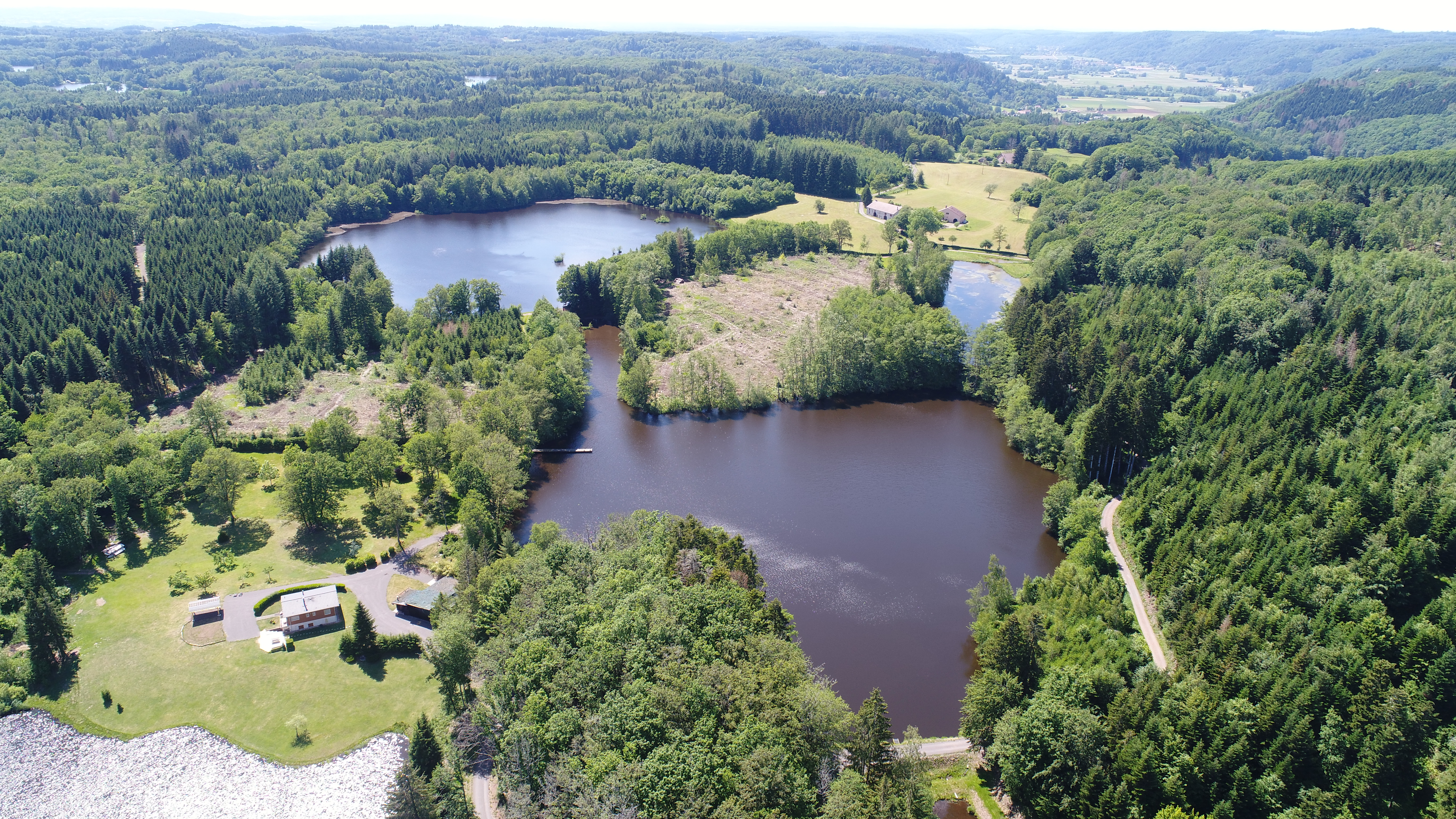
L'étang Mama.

### Climat
Pour des articles plus généraux, voir Climat de la Bourgogne-Franche-Comté et Climat de la Haute-Saône.
En 2010, le climat de la commune est de type climat de montagne, selon une étude du Centre national de la recherche scientifique s'appuyant sur une série de données couvrant la période 1971-2000. En 2020, Météo-France publie une typologie des climats de la France métropolitaine dans laquelle la commune est exposée à un climat semi-continental et est dans la région climatique  Lorraine, plateau de Langres, Morvan, caractérisée par un hiver rude (1,5 °C), des vents modérés et des brouillards fréquents en automne et hiver. 
Pour la période 1971-2000, la température annuelle moyenne est de 9,6 °C, avec une amplitude thermique annuelle de 17,3 °C. Le cumul annuel moyen de précipitations est de 1 405 mm, avec 14,3 jours de précipitations en janvier et 10,8 jours en juillet. Pour la période 1991-2020, la température moyenne annuelle observée sur la station météorologique de Météo-France la plus proche, « Ballon de Servance », sur la commune de Haut-du-Them-Château-Lambert à 13 km à vol d'oiseau, est de 6,5 °C et le cumul annuel moyen de précipitations est de 1 882,9 mm. 
La température maximale relevée sur cette station est de 31,2 °C, atteinte le 24 juillet 2019 ; la température minimale est de −20,1 °C, atteinte le 20 décembre 2009,,. 
Les paramètres climatiques de la commune ont été estimés pour le milieu du siècle (2041-2070) selon différents scénarios d'émission de gaz à effet de serre à partir des nouvelles projections climatiques de référence DRIAS-2020. Ils sont consultables sur un site dédié publié par Météo-France en novembre 2022.

## Urbanisme

### Typologie
Au 1er janvier 2024, La Voivre est catégorisée commune rurale à habitat très dispersé, selon la nouvelle grille communale de densité à sept niveaux définie par l'Insee en 2022.
Elle est située hors unité urbaine. Par ailleurs la commune fait partie de l'aire d'attraction de Luxeuil-les-Bains, dont elle est une commune de la couronne,. Cette aire, qui regroupe 41 communes, est catégorisée dans les aires de moins de 50 000 habitants,.

### Occupation des sols
L'occupation des sols de la commune, telle qu'elle ressort de la base de données européenne d’occupation biophysique des sols Corine Land Cover (CLC), est marquée par l'importance des forêts et milieux semi-naturels (63,6 % en 2018), une proportion sensiblement équivalente à celle de 1990 (63,5 %). La répartition détaillée en 2018 est la suivante : 
forêts (63,6 %), zones agricoles hétérogènes (14,1 %), prairies (11,3 %), eaux continentales (5,7 %), terres arables (5,3 %). L'évolution de l’occupation des sols de la commune et de ses infrastructures peut être observée sur les différentes représentations cartographiques du territoire : la carte de Cassini (XVIIIe siècle), la carte d'état-major (1820-1866) et les cartes ou photos aériennes de l'IGN pour la période actuelle (1950 à aujourd'hui).

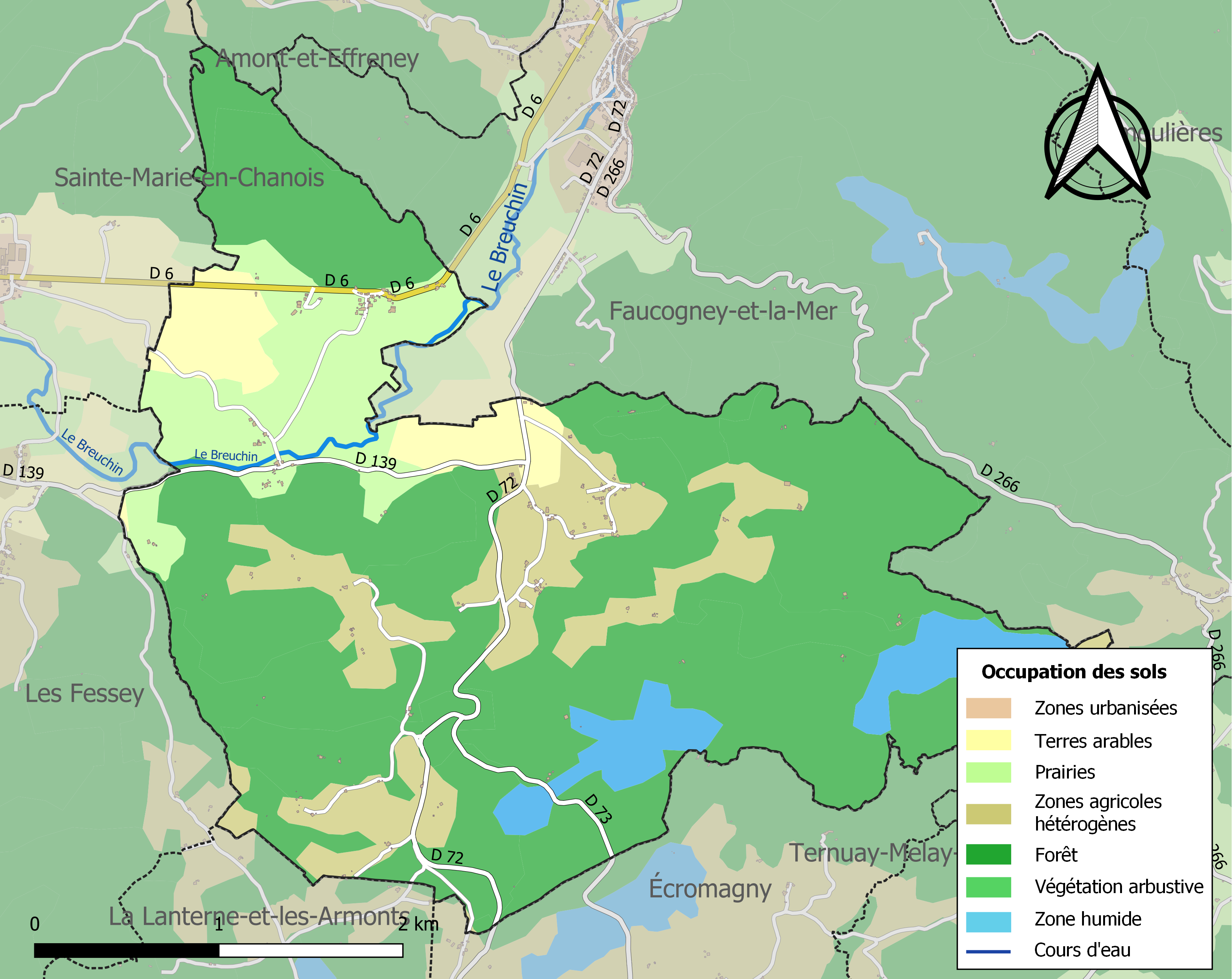
Carte des infrastructures et de l'occupation des sols de la commune en 2018 (CLC).

## Toponymie
Le terme voivre désigne en ancien français un terrain humide, marécageux ou en lisière de marécage, aux sols souvent boueux. Mais le toponyme est plus ancien et provient du gaulois vabero ou wabero, signifiant littéralement "à la rivière, près de la rivière (définie littéralement par ses lisières)". Ici la rivière a pris le nom local du Breuchin, qui semble signifier simplement la "goulotte" (des vallées amont), si on admet un rapprochement avec le brocchon en ancien français[réf. nécessaire].
Durant l'époque révolutionnaire, la commune prend la dénomination de Canton d'Aval et reprend son nom actuel en 1801.

## Histoire
Le monastère d'Annegray est considéré comme la première fondation sur le continent européen du moine irlandais Saint Colomban, à la fin du VIe siècle.
En 1285, Hugues d'Annegray, seigneur du hameau éponyme très ancien situé sur la commune, accompagne le seigneur voisin de Faucogney aux festivités de Chauvency-le-Château offertes par le comte de Chiny. Jacques Bretel dans son Tournoi de Chauvency, le présente en compagnie des Oiselay, Moncley, Saint-Remy et Grailly de Grilly...
Parmi les seigneurs d'Annegray, on trouve un Bernard d'Annegray, cité en 1150, à propos d'une donation à l'abbaye de Clairefontaine. En 1269, le chevalier Aimon d'Annegray  assiste la veuve du seigneur de Faucogney, Héloïse de Joinville, dans une enquête l'opposant au comte palatin Othon IV de Bourgogne. En 1285, Bretel cite Hugues d'Annegray parmi les invités de Chauvency. Ce même Hugues est encore cité en 1295 dans l'entourage des Faucogney. Et il est aussi question d'un Simon d'Annegray cité avec les héritiers d'Hugues, son frère...

## Politique et administration

Carte départementale représentant en rouge la Communauté de communes des 1000 étangs.

### Rattachements administratifs et électoraux
La commune fait partie de l'arrondissement de Lure du département de la Haute-Saône, en région Bourgogne-Franche-Comté. Pour l'élection des députés, elle dépend de la deuxième circonscription de la Haute-Saône.
La commune faisait partie depuis 1793 du canton de Faucogney-et-la-Mer. Dans le cadre du redécoupage cantonal de 2014 en France, la commune fait désormais partie du canton de Mélisey.

### Intercommunalité
La commune fait partie de la communauté de communes des mille étangs créée fin 2002.

### Liste des maires

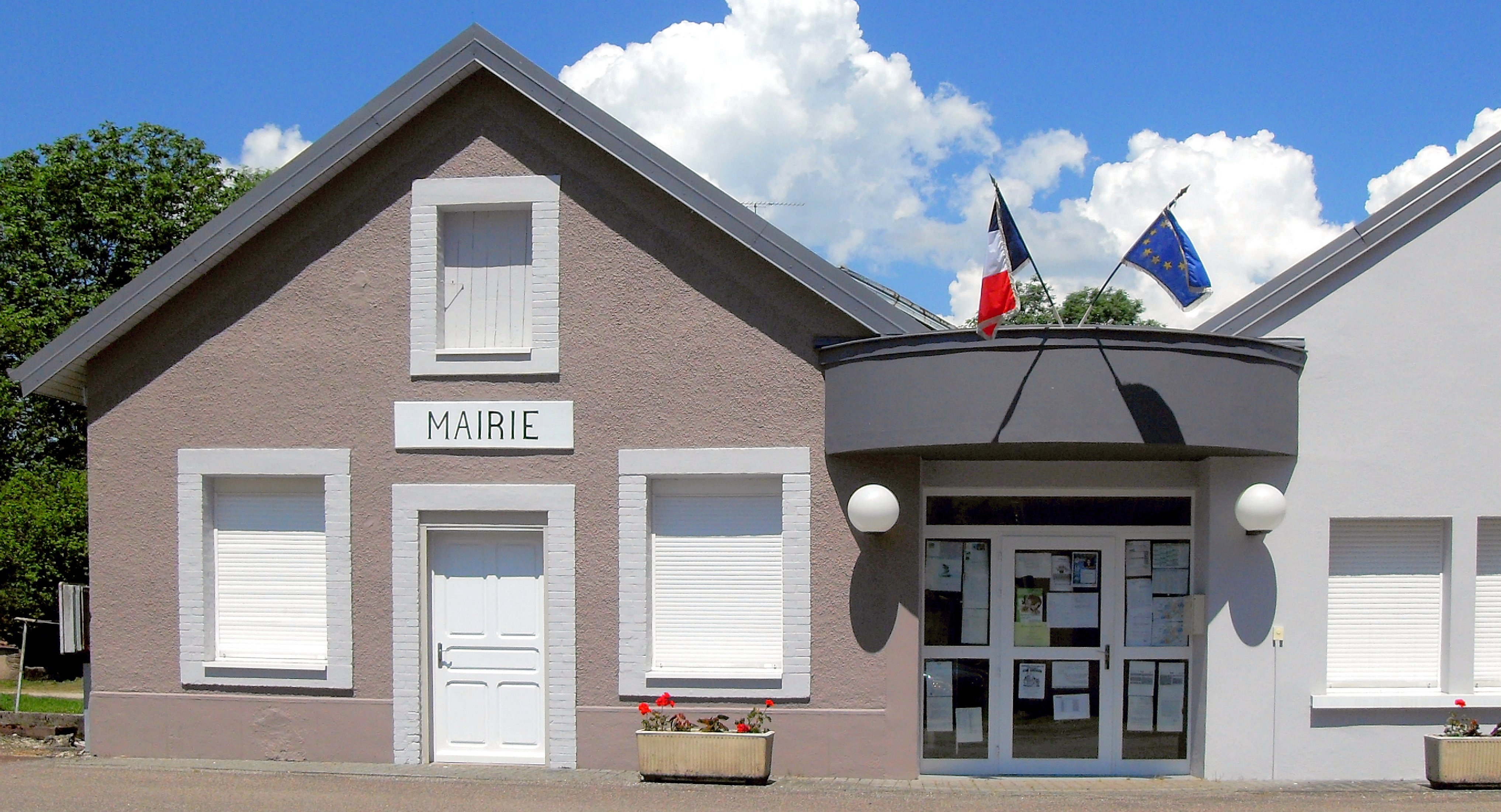
La mairie de la Voivre

| Période                                  | Période                  | Identité          | Étiquette | Qualité                        |
| ---------------------------------------- | ------------------------ | ----------------- | --------- | ------------------------------ |
| Les données manquantes sont à compléter. |                          |                   |           |                                |
|                                          |                          | Maxime Faivre     |           |                                |
| Les données manquantes sont à compléter. |                          |                   |           |                                |
| 1953                                     | mars 1959                | Ernest Chaney     |           |                                |
| 1959                                     | mars 2008                | Gilbert Grandjean |           |                                |
| mars 2008                                | En cours (au 07/12/2023) | Arnaud Formet     |           | Réélu pour le mandat 2020-2026 |

## Démographie
L'évolution du nombre d'habitants est connue à travers les recensements de la population effectués dans la commune depuis 1793. Pour les communes de moins de 10 000 habitants, une enquête de recensement portant sur toute la population est réalisée tous les cinq ans, les populations de référence des années intermédiaires étant quant à elles estimées par interpolation ou extrapolation. Pour la commune, le premier recensement exhaustif entrant dans le cadre du nouveau dispositif a été réalisé en 2005.

En 2022, la commune comptait 109 habitants, en évolution de −24,31 % par rapport à 2016 (Haute-Saône : −1,4 %, France hors Mayotte : +2,11 %).
| 1793 | 1800 | 1806 | 1821 | 1831 | 1836 | 1841 | 1846 | 1851 |
| ---- | ---- | ---- | ---- | ---- | ---- | ---- | ---- | ---- |
| 515  | 566  | 517  | 599  | 897  | 662  | 705  | 750  | 723  |

| 1856 | 1861 | 1866 | 1872 | 1876 | 1881 | 1886 | 1891 | 1896 |
| ---- | ---- | ---- | ---- | ---- | ---- | ---- | ---- | ---- |
| 673  | 688  | 649  | 649  | 648  | 643  | 588  | 510  | 504  |

| 1901 | 1906 | 1911 | 1921 | 1926 | 1931 | 1936 | 1946 | 1954 |
| ---- | ---- | ---- | ---- | ---- | ---- | ---- | ---- | ---- |
| 488  | 455  | 463  | 402  | 389  | 383  | 392  | 358  | 312  |

| 1962 | 1968 | 1975 | 1982 | 1990 | 1999 | 2005 | 2006 | 2010 |
| ---- | ---- | ---- | ---- | ---- | ---- | ---- | ---- | ---- |
| 256  | 232  | 164  | 146  | 130  | 126  | 126  | 127  | 144  |

| 2015 | 2020 | 2022 | - | - | - | - | - | - |
| ---- | ---- | ---- | - | - | - | - | - | - |
| 142  | 115  | 109  | - | - | - | - | - | - |

## Lieux et monuments

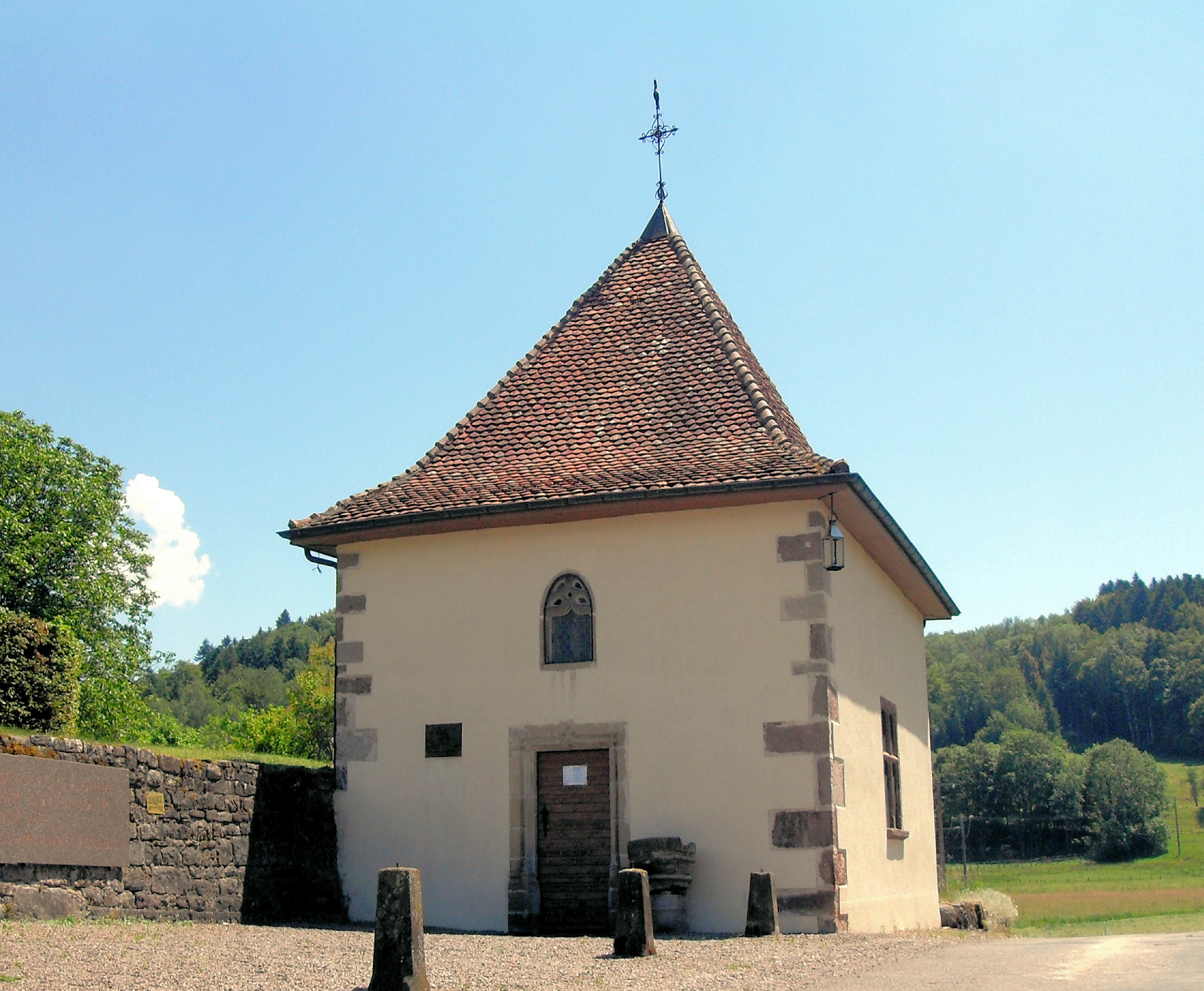
La chapelle Saint-Colomban d'Annegray

- Prieuré d'Annegray (Anagrates), au hameau éponyme, au pied de la montagne Saint-Martin.

Vestiges d'un monastère, fondé par saint Colomban en 587 dans le « désert des Vosges », sur l'emplacement possible d'un sanctuaire gallo-romain.
- Le moulin de la Voivre à deux tournants en 1839, c'est-à-dire deux roues à eau, (un moulin à tan et un à farine) fut complété par un tournant pour la fabrication de fécule de pomme de terre. En 1921, il fut transformé en scierie jusque dans les années 1990 (Scierie Beluche). Le moulin est mentionné sur la carte de Cassini de 1760[22].
- La Route des Mille Étangs, qui chemine sur 60 km à travers le Plateau des Mille Étangs, passe par La Voivre (c'est la RD 73 qui relie Faucogney à Mélisey, elle passe à Annegray).

## Personnalités liées à la commune
- Saint Colomban : première installation dans les Vosges de Colomban en 587 sur le hameau d'Annegray au pied de la montagne Saint Martin.
- Gabriel Faivre, né en 1915 à Froideconche et décédé en 2009 à Nancy. Il passe son enfance à Annegray où son père est instituteur et directeur d'école. Pensionnaire dès la sixième au Lycée Gérome de Vesoul, il y restera jusqu'au baccalauréat. Besançon, n'ayant pas encore, de Faculté de Médecine, il choisit Nancy, et après l'obligatoire année de PCB, entre en première année de médecine en 1935. Agrégé de Médecine Générale en 1955. Il est titulaire de la chaire de Thérapeutique de 1962 à 1968 puis de la Chaire des Maladies cardio-vasculaires. Il sera Président de la Société Française de Cardiologie en 1974. Durant son mandat, conscient de l'importance de la prévention des maladies cardio-vasculaires ainsi que de la rééducation des cardiaques, il proposa, en collaboration avec le Professeur Degeorges, la création d'associations régionales qui devaient aboutir à la mutation de la Fondation Française de Cardiologie, créée dès 1964, en Fédération Française de Cardiologie dont il assura la Présidence durant 7 années. Dans une démarche vers le grand public, il devait être à l'origine de la revue « Cœur et Santé. Il est élu à l'Académie nationale de médecine comme correspondant national pour la division de médecine le 6 mars 1979 et sera nommé correspondant honoraire le 22 octobre 2002. Gabriel Faivre était Officier de l’Ordre du Mérite, Officier de la Légion d’Honneur et Commandeur des Palmes Académiques.